# Ron Jeremy
Ronald Jeremy Hyatt (sinh ngày 12 tháng 3 năm 1953), được biết đến nhiều hơn bởi tên sân khấu Ron Jeremy, là một diễn viên khiêu dâm, nhà làm phim, diễn viên và diễn viên hài tự diễn người Mỹ.
Biệt danh "The Hedgehog", Jeremy được AVN xếp hạng ở vị trí số 1 trong danh sách "50 ngôi sao khiêu dâm nhất mọi thời đại". Jeremy cũng đã thực hiện một số lần xuất hiện trên các phương tiện truyền thông không khiêu dâm và đạo diễn Scott J. Gill đã quay một bộ phim tài liệu về anh và di sản của anh với tựa đề Porn Star: The Legend of Ron Jeremy, được phát hành vào năm 2001.

## Đầu đời
Ronald Jeremy Hyatt sinh ra tại Queens, New York trong một gia đình Do Thái trung lưu gốc Nga và Ba Lan. Cha của ông, Arnold, là một nhà vật lí học và mẹ ông là một nhà biên tập sách người đã phục vụ ở Hoa Kỳ trong Thế chiến II, khi bà nói tiếng Đức và tiếng Pháp thành thạo

## Sự nghiệp điện ảnh khiêu dâm
Jeremy rời khỏi nghề dạy học (ông gọi đó là "ace in the hole") để theo đuổi một sự nghiệp diễn xuất phim ảnh hợp pháp trên Broadway. Ông ấy đã nói rằng ông ấy đã học được như thế nào là bị nghèo túng, không kiếm được tiền bằng một diễn viên "chết đói ngoài đường" Jeremy nhanh chóng tìm được việc làm cho Playgirl sau khi bạn gái của ông ấy gửi ảnh của ông ấy lên tạp chí Jeremy đã tận dụng cơ hội này như một bàn đạp vào ngành công nghiệp điện ảnh tình dục khiêu dâm dành cho người lớn, mà ông coi như là một phương tiện đáng tin cậy để hỗ trợ cho chính bản thân mình.
Jeremy bắt đầu sử dụng tên giữa và tên gọi chuyên nghiệp của mình trong ngành công nghiệp dành cho người lớn, sau khi bà ngoại Rose bị những người gọi cô ấy nghĩ rằng họ đang liên lạc với ông ta. Rose, được liệt kê vào thời điểm đó như R. Hyatt trong cuốn sổ điện thoại, đã được báo cáo là bị quấy rầy bởi những cơ quan đi tìm nhân tài, những người đã nhìn thấy Jeremy trong Playgirl. "Cô ấy đã phải rời khỏi căn hộ của mình trong vòng một tháng," ông ta nói. "Bố tôi nói với tôi," Nếu mày muốn vào kinh doanh khỏa thân, điên rồ này, vậy hãy làm đi, nhưng nếu mày sử dụng tên gia đình một lần nữa, tao sẽ giết mày Ông nhanh chóng bỏ tên họ của mình một cách chuyên nghiệp vì sợ làm gia đình ông xấu hổ.
Jeremy đã có biệt danh "The Hedgehog" được đặt cho ông ta bởi diễn viên khiêu dâm Bill Margold năm 1979 sau khi có một tình huống trong bộ phim khiêu dâm Olympic Fever. Jeremy bay từ New York để quay phim. Mong đợi thời tiết ấm áp của California, ông chỉ mặc một áo thun và quần short và không mang thêm quần áo. Trong chuyến đi xe máy dài tới khu vực, nằm gần Hồ Arrowhead trên dãy núi California, thời tiết xấu đi do điều kiện bão tuyết, làm cho ông ta lạnh đến mức chết cóng. Khi đến nơi, Jeremy ngay lập tức bị đẩy ra để làm tan băng trong khi tắm nóng. Khi ông ta hoàn thành xong, da ông đã lấy một màu hồng hào từ nhiệt độ cực độ, và tất cả các lông trên cơ thể của ông đều đang đứng thẳng. Nhận xét của Margold khi thấy Jeremy tại thời điểm đó là "Bạn là một con nhím, bạn của tôi, một con nhím đi bộ và biết nói chuyện.
Jeremy được liệt kê trong Sách kỷ lục thế giới Guinness về "Hầu hết các xuất hiện trong Phim dành cho Người lớn" danh mục của anh trên Internet Adult Film Database liệt kê hơn 2.000 bộ phim mà anh trình diễn, và thêm 285 bộ phim mà anh ấy làm đạo diễn. Bằng cách so sánh, John Holmes, ngôi sao nam được xếp hạng cao nhất tiếp theo của các ngôi sao khiêu dâm AVN Top 50, có 384 tín chỉ hành động liệt kê trên IAFD.
Một trò đùa làm trong ngành công nghiệp vào thời điểm đó là "những hành động xấu xa mà một số nữ diễn viên không thể thực hiện được là làm động vật hoang dã, khổ dâm và làm tình dục với Jeremy." Tuy nhiên, ông đã được công nhận vì những đóng góp của mình cho ngành công nghiệp giải trí tình dục khiêu dâm dành cho người lớn bằng cách đưa vào AVN và Hall of Fame. Ngoài ra, tác phẩm của Jeremy đã giúp ông đạt được một vị trí trên Đại lộ Danh vọng Dành cho Người lớn ở Edison, New Jersey.